# ジクシス
ジクシス株式会社は、液化石油ガスの製造・貯蔵・輸送・売買・輸出入等を行う企業である。

## 概要
2015年4月1日、コスモ石油（現・コスモエネルギーホールディングス）、昭和シェル石油（事業統合により現・出光興産）、住友商事及び東燃ゼネラル石油（事業統合によりJXTGエネルギーを経て現・ENEOS）の4社のLPガス事業を、コスモ石油グループのコスモ石油ガスを受け皿として統合し発足。
その後、業界再編の中、規制当局からの指摘により、東燃ゼネラル石油を吸収合併したJXTGエネルギーが資本撤退し、出光興産との経営統合を控えていた昭和シェル石油に碧南LPG基地を譲渡した上で議決権比率を低めた（なお、出光およびENEOSの輸入基地はジクシスと各社が契約する形で利用は継続されている）。
社名「GYXIS」は、「Gas」と「Pyxis（羅針盤座…春に南の地平線近くに南天の見える星座）」を組み合わせ、LPガスビジネスの未来を指し示す羅針盤となる会社でありたい、という思いからつけられた。
経営理念には「地球の未来を想い、環境に優しいLPガスの普及に努めます」「社会基盤を支えるために、LPガスの安全・安定供給を実現します」「ステークホルダーと良好なパートナーシップを築き、信頼される企業風土を醸成します」「活力溢れるチームワークで、新たな価値を創造する世界企業を目指します」の４つを掲げている。

## 沿革
- 1986年（昭和61年）6月19日 - コスモ石油ガス株式会社発足。
- 2014年（平成26年）8月5日 - コスモ石油、昭和シェル石油、住友商事、東燃ゼネラル石油の間でLPガス元売事業の統合契約を締結[2]。
- 2015年（平成27年）
  - 3月3日 - 新社名、商標等が内定する[3]。
  - 4月1日 - コスモ石油ガスを受け皿に各社のLPガス元売事業を統合した新体制発足。
  - 10月1日 - コスモ石油の株式移転に伴うコスモエネルギーホールディングス発足に伴い、コスモ石油の出資分がコスモエネルギーホールディングスの出資に変更。
- 2017年（平成29年）
  - 4月1日 - 東燃ゼネラル石油がJXエネルギーに吸収合併されJXTGエネルギー（現・ENEOS）となったことに伴い、東燃ゼネラル石油の出資分がJXTGエネルギーの出資に変更。
  - 5月31日 - JXTGエネルギーが資本撤退。コスモエネルギーホールディングス、昭和シェル石油、住友商事の出資比率が1/3ずつとなる[4]。
  - 12月19日 - 議決権比率が変更され、コスモエネルギーホールディングスおよび住友商事が40%ずつ、昭和シェル石油が20%となる[5]。
- 2018年（平成30年）7月1日 - 碧南LPG基地を昭和シェル石油に譲渡[6]。
- 2019年（令和元年）7月1日 - 出光興産が昭和シェル石油の事業を統合したことに伴い、昭和シェル石油の出資分が出光興産の出資に変更。
- 2020年（令和2年）4月1日 - 災害対策基本法指定公共機関の指定を受ける[7]。

## 事業拠点

### 本社
- 本社（東京都港区）

### 支店・販売部・営業所
- 東北支店（仙台市青葉区）
- 関東支店（東京都港区）
- 東京支店（東京都港区）
- 中部支店（名古屋市中区）
- 関西・中国支店（大阪市中央区）
- 四国支店（高松市）
- 九州支店（福岡市博多区）
- 沖縄営業所（那覇市）
- 販売部（東京都港区）
- ロンドン支店
- シンガポール支店

### 関係会社
- Gyxis North America LLC（ヒューストン）

### LPガス輸入基地
- 出光興産株式会社 碧南LPG基地（契約基地）（碧南市）
- 四日市エルピージー基地株式会社 霞事業所（四日市市）
- 鹿島液化ガス共同備蓄株式会社 鹿島事業所（神栖市）
- 大分液化ガス共同備蓄株式会社 大分事業所（大分市）
- ENEOS株式会社 川崎製油所（契約基地）（川崎市川崎区）
- ENEOS株式会社 堺製油所（契約基地）（堺市西区）

### LPガス二次基地
- 廣島エルピーガスターミナル株式会社（広島市）
- コスモ石油株式会社 坂出物流基地（坂出市）
- コスモ松山石油株式会社 松山工場（松山市）
- 南西石油株式会社（沖縄県西原町）